# Candal
Candal ist eine Gemeinde (Freguesia) im portugiesischen Kreis (Concelho) von São Pedro do Sul. In ihr leben 118 Einwohner (Stand 30. Juni 2011).

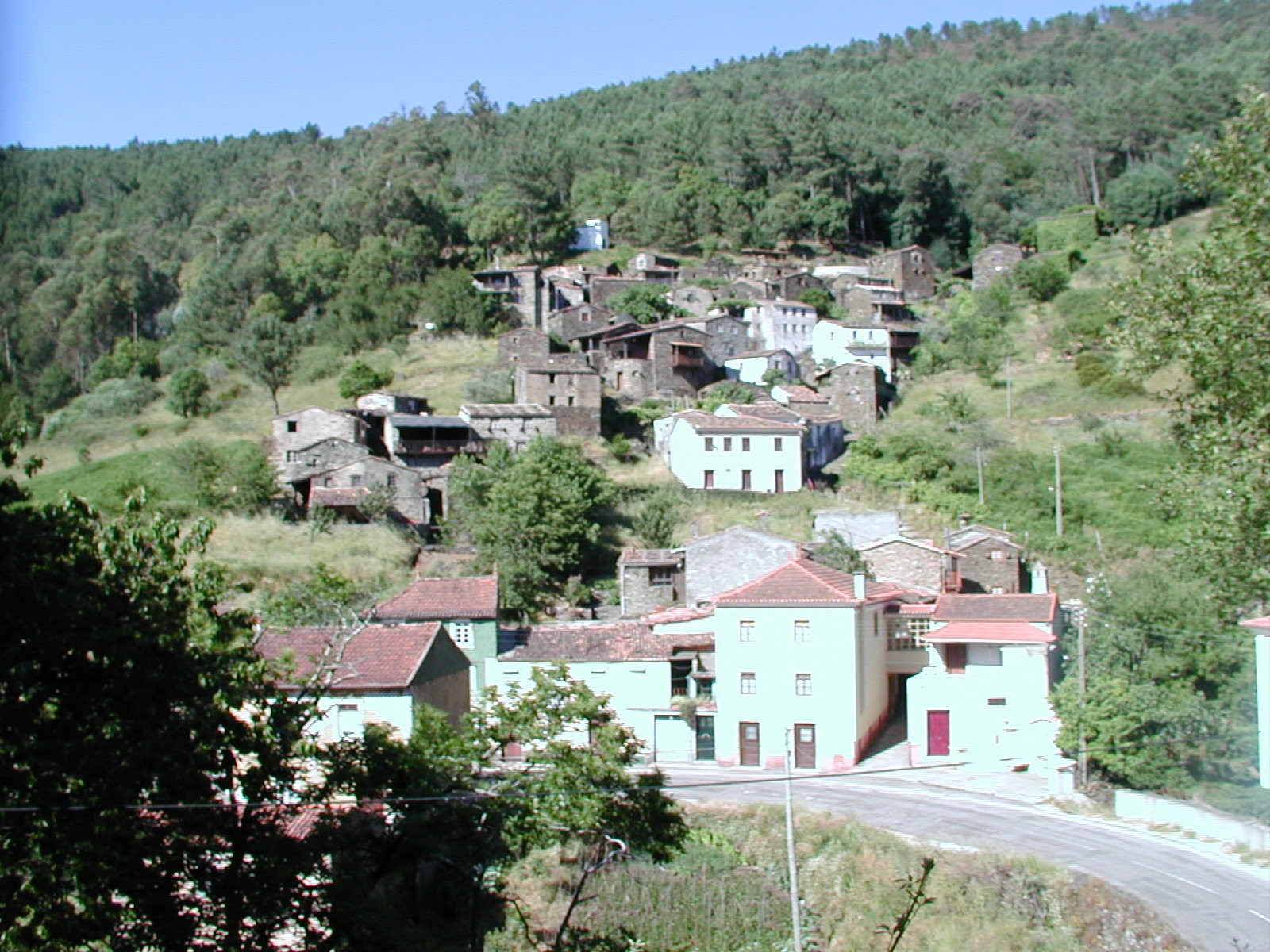
Blick auf das Schieferdorf Candal

## Geografie
Candal liegt 20 km nördlich der Kreisstadt São Pedro do Sul.

## Geschichte
Im Gemeindegebiet fand man Überreste einer Wallburg (port.: Castro) der Keltiberer, und verschiedene Spuren der anschließenden römischen Besatzung, etwa Grabstätten. Erstmals offiziell erwähnt wurde der heutige Ort jedoch erst in einem Dokument aus dem Jahr 1257, als Teil der Gemeinde Alafões. 1527 war Candal Teil der Gemeinde Carvalhais, und gehörte ab 1896 zur Gemeinde Covelo de Paivó. Kurz später wurde die Gemeinde eigenständig.

## Kultur und Sehenswürdigkeiten
Der erhalten gebliebene Ortskern von Candal weist eine Reihe Häuser im regional typischen Schiefer-Baustil auf. Der Ort ist Teil der 27 historischen Schieferdörfer, den Aldeias do Xisto.
Unter den sechs denkmalgeschützten Bauwerken der Gemeinde ist die Brücke über den Fluss Ribeira de Paivô, und die ältere, im 18. Jahrhundert erneuerte Hauptkirche (Igreja Matriz) des Ortes, die Igreja de Nossa Senhora da Natividade (dt.: Kirche unserer lieben Frau der Fruchtbarkeit).
In den inzwischen stillgelegten Wolfram-Minen wurde während des Zweiten Weltkriegs das begehrte Erz gefördert.
Das Umland des Ortes wird von bewaldeten Erhebungen der Serra da Arada, und von Wasserläufen und kleinen Wasserfällen bestimmt. Wanderwege verlaufen durch die Gemeinde.

## Verwaltung
Die Gemeinde besteht aus folgenden Ortschaften:
- Candal
- Póvoa das Leiras
- Coelheira